# John Redmond
John Edward Redmond (Comtat de Wexford, 1 de setembre de 1856 - Londres, 6 de març de 1918) fou un advocat i polític irlandès entre el 1900 i 1918.

## Joventut i primers anys
Nacionalista des de jove, el seu pare va ser un activista de la causa irlandesa. Es va educar en col·legis jesuïtes i va estudiar Dret al Trinity College, Dublin. Involucrat en política pel seu pare, el 1880 va ser escollit parlamentari en representació del Partit Parlamentari Irlandès. Va ser un fort opositor a la política nacionalista violenta que alguns propugnaven, defensant l'actitud del Home Rule, una limitada forma d'autogovern per a Irlanda proposada] pel Regne Unit.

## Líder del Partit Parlamentari Irlandès
A partir de 1891 va liderar la facció pro -Parnell del partit, després de la mort d'aquest últim; i quan el partit es va reunificar el 1900 va ser elegit com el seu president. La seva lluita per establir que la Home Rule fou aprovada es va estendre fins a 1911, quan el parlament britànic la va aprovar després de quatre projectes fracassats. Tanmateix, aquesta situació va ser fortament rebutjada pels irlandesos protestants que temien el domini d'un Estat catòlic i un desequilibri de la situació econòmica a causa del caràcter predominantment agrícola d'Irlanda.
La seva amenaça d'oposar-se per la violència, que coincidia amb els irlandesos catòlics més extrems en no acceptar aquesta política moderada, van portar que el Regne Unit tornés a formular la Home Rule i dividís Irlanda en zones catòliques i protestants. Aquestes últimes continuarien governades pels britànics per un temps determinat. Encara que es va oposar a aquest canvi, Redmond i el seu partit ho van acceptar, en l'entès que seria una cosa temporal. Tanmateix, l'inici de la Primera Guerra Mundial va posposar qualsevol canvi fins després del conflicte. Redmond va tenir l'oportunitat d'ésser el cap de govern irlandès, però el seu entusiasta suport a la participació irlandesa a la guerra al costat dels britànics i l'alçament de Pasqua de 1916, van sepultar el seu lideratge.

## Declivi polític
Aquest últim fet, promogut per una minoria catòlica que cercava la independència total i la forta repressió britànica -tots els líders del moviment van ser executats com a traïdors i l'allistament a l'exèrcit es va fer obligatori- van encendre el nacionalisme irlandès i van donar una força inesperada al Sinn Féin, un partit que no havia tingut res a veure amb el moviment, però que davant l'opinió pública era el referent dels nacionalistes catòlics. El seu líder, Éamon de Valera, va sorgir aleshores com el líder d'Irlanda en la seva lluita independentista. El 1918 el Sinn Féin va obtenir la majoria a les eleccions generals i va proclamar la independència unilateral d'Irlanda, establint la República d'Irlanda.
Tanmateix, Redmond no va arribar a viure el col·lapse del partit pel qual havia lluitat tota la seva vida. Va morir al març de 1918 i va ser succeït en la direcció del moviment per John Dillon. Per molts és considerat un heroi pel seu compromís amb la no violència en un període convulsat i molt polaritzat de la política irlandesa.